# Ottokar Brzoza-Brzezina
Ottokar Wincenty Brzoza-Brzezina (3. března 1883 Protivín – 30. srpna 1968 Zielonka) byl polský plukovník dělostřelectva českého původu, posmrtně povýšený na brigádního generála.

## Životopis
Absolvoval čtyři třídy reálné školy a poté jeden ročník Vyšší průmyslové školy v Plzni. V srpnu 1903 absolvoval dělostřeleckou kadetní školu ve Wiener Neustadt a byl začleněn do 31. dělostřeleckého pluku ve Stanisławówě. V roce 1909 byl převelen do zálohy.
V roce 1911 vstoupil do Aktivního bojového svazu a poté do Střeleckého svazu, kde byl velitelem města Stanisławów. Po vypuknutí 1. světové války sloužil od srpna 1914 v polských legiích. Zúčastnil se mj. v bitvě u Krzywopłoty, kde se proslavil účinnou palbou jediné dělostřelecké baterie, které velel. Do března 1917 byl organizátorem a velitelem 1. dělostřeleckého pluku a do července 1917 velitelem baterie u 1. a 2. pluku polních kanónů. Po krizi přísahy byl začleněn do rakouské armády a stal se velitelem záložní baterie u 1. a 2. horského dělostřeleckého pluku.

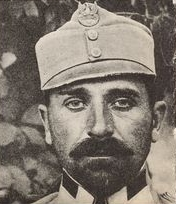
Ottokar Brzoza-Brzezina jako důstojník Polské legie

V listopadu 1918 vstoupil do nově vytvořené Polské armády. Do prosince 1918 byl velitelem vojenského okruhu Podhale v Nowém Targu a dočasně vedoucím a velitelem generálního okruhu Krakow. V dubnu 1919 se stal velitelem 1. polního dělostřeleckého pluku legií. Od dubna do června 1920 byl vedoucím muniční sekce na Dělostřeleckém oddělení ministerstva vojenských věcí, poté se stal dělostřeleckým inspektorem záložní armády. V červnu 1920 převzal velení 6. pěší divize, se kterou krátce bojoval v polsko-bolševické válce. V srpnu 1920 se stal zástupcem velitele obranného dělostřelectva Varšavy. V období od ledna do června 1921 byl dělostřeleckým inspekčním důstojníkem u náčelníka generálního štábu. Do září 1922 byl štábním důstojníkem Velitelství sboru okrsku č. I ve Varšavě. Dne 5. září 1922 byl převelen ze zálohy štábních důstojníků k velitelství sborového okruhu č. VIII v Toruni do funkce náčelníka dělostřelecké a zbrojní služby. V této funkci sloužil do listopadu 1925, poté byl k dispozici veliteli sborového okrsku č. VIII v Toruni. 31. srpna 1927 byl penzionován. Žil v Zielonce u Varšavy, kde za své zásluhy dostal půdu a statek zvaný „Brzoza.“
1. září 1939 se dobrovolně přihlásil k vojenské službě. 22. září převzal velení improvizované skupiny „Brzoza“, kterou organizoval z různých záložních jednotek v oblasti Maloty. 25. nebo 26. září se on a jeho skupina dostali do samostatné operační skupiny „Polesie“, generála Franciszka Kleeberga. 28. září, poté, co byla do jejího složení zařazena skupina „Drohiczyn Poleski“, byla celá formálně pojmenována jako 50. záložní pěší divize. Velel této divizi během bitvy u Kocku. Po kapitulaci operační skupiny Polesie byl zajat Němci, brzy byl ale propuštěn pro svůj český původ. V polovině října se vrátil do Zielonky.
Za okupace vedl stavební firmu. Od listopadu 1939 navázal kontakt s Velitelstvím polské branné moci. Jeho majetek hrál roli podzemního centra varšavského obvodu SZP a poté ZWZ - AK. V roce 1943 zde byla zřízena výcviková základna pro poddůstojníky územního praporu AK „Dęby.“ Ottokar Brzoza-Brzezina aktivně spolupracoval se zpravodajskou službou Domácí armády. Na svém statku ukryl i skupinu Židů. V roce 1944 byl zatčen Němci a odvezen do Oflag II C Woldenberg.
Po propuštění ze zajetí se vrátil do Polska. Znovu se přestěhoval do Zielonky, kde i zemřel. Byl pohřben na hřbitově Bródno ve Varšavě (oddíl 110-O-IV-13). Byla po něm pojmenována ulice v Zielonce. Dne 5. května 2018 byly jeho ostatky s vojenskými poctami přeneseny na vojenský hřbitov Powązki ve Varšavě (oddíl 18A-3-30).

## Povýšení
- kadet-důstojnický zástupce - 1. září 1903[11]
- podporučík - 1. listopadu 1905[12]
- poručík - 1. května 1911[13]
- kapitán - 1914 (uprostřed a u armády kapitán v záloze)[14]
- major - 1915
- podplukovník - 1918
- plukovník - 1920Hrob generála Ottokara Brzozy-Brzeziny na vojenském hřbitově Powązki ve Varšavě

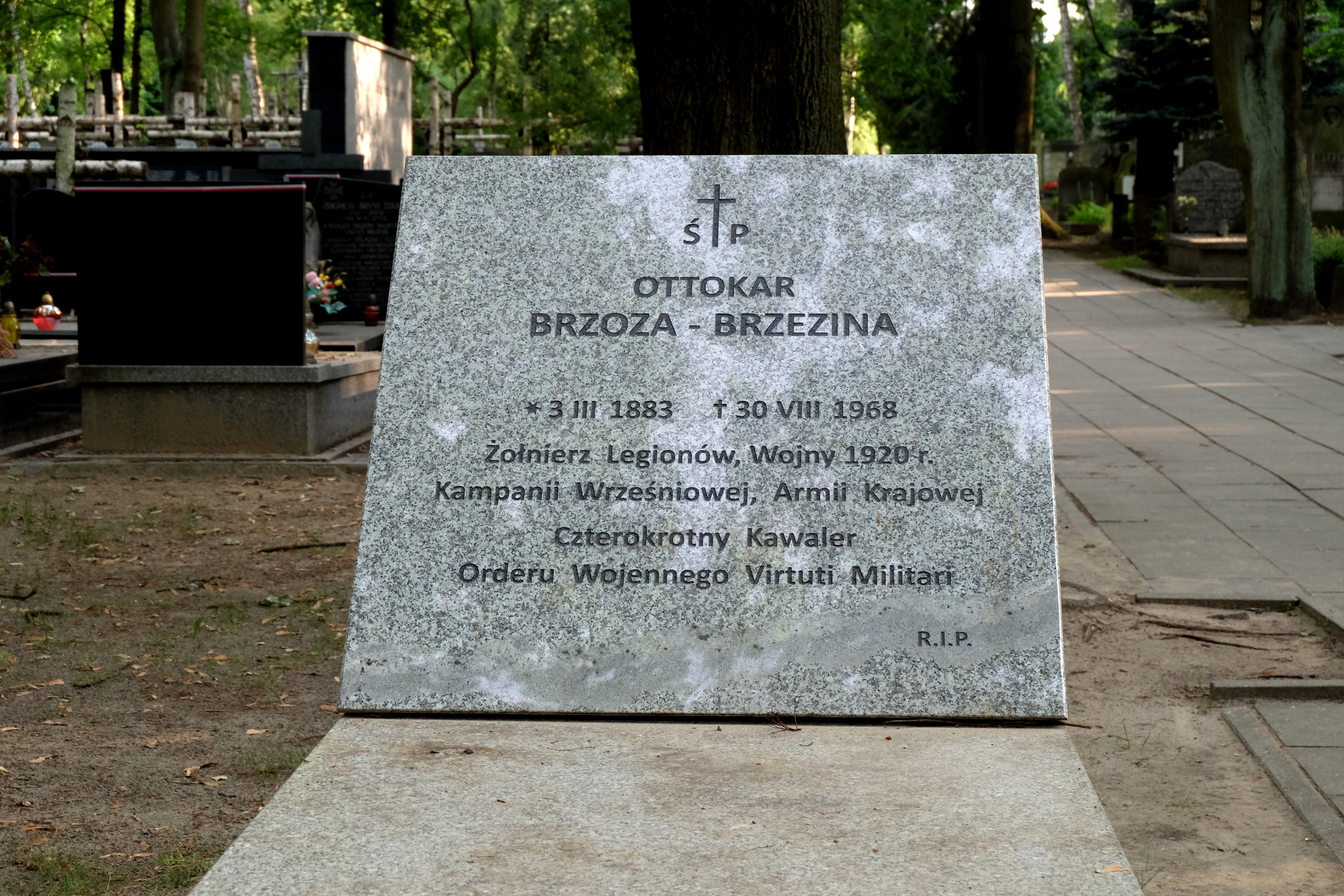
Hrob generála Ottokara Brzozy-Brzeziny na vojenském hřbitově Powązki ve Varšavě

- Brigádní generál - 1969 (posmrtně jmenován 15. února prezidentem Polské republiky v exilu Augustem Zaleskim)

## Řády a vyznamenání
- Rytířský kříž válečného řádu Virtuti Militari (1970, posmrtně)
- Se zlatým křížem válečného řádu Virtuti Militari, oceněním číslo 199 za druhou světovou válku[15]
- Se Stříbrným křížem Řádu Virtuti Militari č. 13976 za 2. světovou válku
- Stříbrný kříž válečného řádu Virtuti Militari - č. 7502 - za válku 1920
- Válečný kříž - čtyřikrát (poprvé v roce 1921)[16]
- Důstojnický znak "slunečník"
- Železný kříž II. třídy, udělen v roce 1916